# علي عباس خفيف
علي عباس خفيف قاص وروائي عراقي ولد في مدينة البصرة عام 1950. أحد أبرز كتاب الرواية العراقية الجديدة بعد عام 2003. حاصل على شهادة البكالوريوس بالفيزياء في كلية العلوم من جامعة البصرة. تعرض للسجن على خلفية انتماءه السياسي لليسار العراقي في حكم حزب البعث، وحُكم بالإعدام قبل أن يتعرض للأسر أثناء الحرب العراقية الإيرانية.

## الروايات والأعمال القصصية
1. عندما خرجت من الحلم - رواية، دار أزمنة للنشر والتوزيع في عمان 2006.
2. منزل الغبار - مجموعة قصصية، دار أزمنة للنشر والتوزيع في عمان 2008.
3. ستة أيام لاختراع قرية - رواية، دار أزمنة للنشر والتوزيع في عمان 2012.

## قصة رواية عندما خرجت من الحلم
كتب القاص العراقي علي عباس خفيف روايته الأولى هذه (عندما خرجت من الحلم..) في الأسر، بعد وقوعه فيه عام 1988 خلال الحرب العراقية الإيرانية عندما كان مجندا فيها، وكان قبل أن تقع تلك الحرب بسنين سجينا سياسيا معارضا محكوما عليه بالإعدام شنقا حتى الموت في عام 1975. ليؤجل تنفيذ الحكم قبل دقائق من إقرار تنفيذه عام 1976. وكان ذلك تحت ضغوط دولية في ذلك الحين لا يتسع المجال لذكر تفاصيلها، وهي معروفة للمتتبعين للشأن السياسي العراقي بشكل دقيق، ليخفف الحكم عنه بعد ذلك إلى السجن المؤبد، وفيما بعد إلى 10 سنوات، ليقضي سبعا منها ويطلق سراحه عام 1979. في العفو (الرئاسي) العام عندما تبوأ صدام (المنصب الرئاسي الأول) بعد (البكر). ولم يفك أسره من معسكرات الأسرى في إيران إلا في عام 2000، وكان قد بدأ بكتابة روايته بعد ثلاث سنين من أسره كما يروي هو ذلك. وبعد سنتين من أتمامها صادرها حرس المعسكر بعد حملة تفتيش روتينية.
ليعيد كتابتها مرة أخرى على ورق دفاتر مدرسية مهربة إلى داخل المعسكر. لتقع أيضاً بعد إتمامها بيد حرس المعسكر ويصادروها مرة أخرى. ليكتبها مرة ثالثة، ويستطيع إخفاءها جيداً هذه المرة، لدرجة أنه من شدة خوفه عليها يتركها أمانة عند أحد أصدقائه من العراقيين الموجودين خارج المعسكر، بعد أشعاره بأنه سوف يغادر إلى بلده هو وأسرى آخرون في عملية (تبادل أسرى) جديدة في حينها. عسى ولعل أن يستطيع ذلك الصديق إيصالها بأي شكل من الأشكال إلى العراق فيما بعد، وكان خوفه عليها هذه المرة ليس من الإيرانيين فقط، بل من (الاستخبارات العراقية) والتي من المؤكد (ستستضيف) الأسرى العائدين في أقبيتها بعض من الوقت كما هو حال الأسرى قبلهم، وتفتيشهم جيداً والتحقيق معهم قبل إطلاق سراحهم.

## ساهم
- جماعة البصرة أواخر القرن العشرين في فترة التسعينات.
- المشغل السردي في البصرة.
- ورشة الرواية القصيرة، المشغل السردي.

### كتب مشتركة
1. بقعة زيت، قصص، المشغل السردي في البصرة.
2. ذاكرة المقهى، قصص قصيرة جداً، المشغل السردي في البصرة.

وهو الآن السكرتير العام للحزب الشيوعي العراقي اليسار